# Oussama Romdhani
Oussama Romdhani, né le 15 décembre 1956 à Métouia, est un journaliste et homme politique tunisien.

## Biographie
Il poursuit des études primaires à La Marsa puis des études secondaires à Carthage. Il décroche une maîtrise en littérature et civilisation anglaises, un certificat universitaire de sociologie culturelle et un doctorat de troisième cycle en civilisation américaine de l'Université de Tunis. Il travaille ensuite en tant que chercheur en communication interculturelle à l'Université de Georgetown à Washington DC,.
Il devient par la suite journaliste à Tunis Afrique Presse (TAP), puis attaché de presse à l'ambassade de Tunisie aux États-Unis de 1983 à 1987, avant d'être nommé chef de bureau de la TAP à Washington, D.C. de 1987 à 1990. C'est ensuite qu'il occupe les fonctions de directeur du bureau de l'Agence tunisienne de communication extérieure (ATCE) à Washington, D.C. de 1991 à 1994, de chef de mission diplomatique adjoint de Tunisie aux États-Unis de 1991 à 1995 et directeur général de l'ATCE à partir du 26 décembre 1995, en remplacement de Moncef Ben Tmessek.
Le 9 octobre 2009, Romdhani est nommé ministre par intérim chargé de la Communication et des Relations avec la Chambre des députés et la Chambre des conseillers, remplaçant ainsi Rafaâ Dekhil à ce poste. Il est ensuite nommé ministre de la Communication le 14 janvier 2010. Le 29 décembre de la même année, à la suite des troubles dans la région de Sidi Bouzid et dans le cadre plus général de la révolution tunisienne, il est démis de ses fonctions par le président Zine el-Abidine Ben Ali et remplacé par Samir Lâabidi, auparavant ministre de la Jeunesse et du Sport.
Entendu le 28 avril 2011 par le juge d'instruction du tribunal de première instance de Tunis pour les chefs d'accusation de délits de détournement de fonds publics qui auraient été commis lorsqu'il dirigeait l'ATCE, il est ensuite remis en liberté.
À partir de juillet 2012, Romdhani devient chroniqueur pour Gulf News, journal émirati de langue anglaise. Il y publie des commentaires concernant la Tunisie, l'Afrique du Nord et le monde arabe. Dans ses écrits, il tire les enseignements du printemps arabe et adresse plusieurs critiques aux politiques du président déchu Ben Ali, les qualifiant d'« autistes » car ayant isolé l'ancien régime de la population et des pays amis.
En 2017, il occupe le poste de rédacteur en chef de The Arab Weekly.
Il est chevalier de l'Ordre de la République, grand officier de l'Ordre du 7-Novembre et commandeur de l'Ordre du Mérite national au titre du secteur culturel.
Il est marié et père de trois enfants.